# SN 2010gh
SN 2010gh – supernowa typu II-P odkryta 13 lipca 2010 roku w galaktyce IC4523. W momencie odkrycia miała maksymalną jasność 16,90m.